# Општина Барна (Тимиш)
Барна (рум. Bârna) општина је у Румунији у округу Тимиш.
Oпштина се налази на надморској висини од 167 m.